# ديفيد فليتشير (دراج)
ديفيد فليتشير (بالإنجليزية: David Fletcher)‏ هو دراج بريطاني، ولد في 27 فبراير 1989 في سوتون إن أشفيلد في المملكة المتحدة.

## وصلات خارجية
- دايفيد فليتشر على موقع أرشيف الدراجات (الإنجليزية)
- دايفيد فليتشر على موقع إحصائيات الدراجات الإحترافية (الإنجليزية)